# إلهامي حسن

إلهامي حسن (23 نوفمبر 1912- 6 اكتوبر 2001) مخرج ومؤلف مصري راحل.

## حياته
خال والدته هو رائد الاقتصاد المصري طلعت حرب الذي أنشأ استوديو مصر. كان يسعى إلى أن يصبح ممثلاً، وأراد له والده، عمدة القرية، أن يصبح مهندساً زراعياً ليتولى شؤون أرض العائلة، كعادة أهل الريف. درس في مدرسة مشتهر الزراعية. استمر عشقه للفن فاشترك في فرقة المدرسة المسرحية، وقرر والده إرساله إلى إنجلترا لكي يبعده عن الفن، وفي إنجلترا التحق بالأكاديمية الملكية للفنون وعند عودته اكتشف والده أنه حصل علي شهادة في الفن.

عين عام 1951 بقسم الإنتاج باستوديو مصر وفي عام  1952 أنشأ شركة أفلام الصقر للإنتاج والتوزيع السينمائي وأنتج وأخرج خمسة أفلام هي: «شريك حياتي» عام 1953، «اوعي تفكر» عام 1954، «ضحكات القدر» عام 1955، «نداء الحب» عام 1956، «انسى الدنيا» عام 1962.
عين عام 1959 في أكاديمية الفنون  لتدريس تاريخ المسرح وتاريخ السينما كما قام بالتدريس في كلية الفنون الجميلة وكلية الآداب. حصل عام 1971 علي جائزة المجلس الأعلى للفنون والآداب والعلوم الاجتماعية في مسابقة لجنة السينما في تاريخ السينما المصرية. سافر إلى ألمانيا الشرقية في عام 1972 في منحة علمية في المسرح والسينما، وفي عام 1982 عهد اليه بالإشراف علي الدراسات الحرة في المعهد العالي للفنون المسرحية، وفي عام  1991 انضم إلى جمعية أنصار التمثيل والسينما (كانت ترأسها الفنانة سهير المرشدي والفنان أحمد عبد الوارث والمخرج والكاتب المسرحي أحمد رضوان والمخرج التليفزيوني سمير الصدفي، والدكتور محمود فهمي المؤرخ السينمائي)، وسجل إلهامي حسن ما وصل إليه من معلومات عن جمعية أنصار التمثيل والسينما. انتدب، في أواخر مشواره، للعمل بجامعة بغداد.

## مؤلفاته
أصدر عدداً من المؤلفات منها:
- «تاريخ السينما المصرية» (يقدم تاريخ السينما المصرية منذ بدايتها حتى سينما السبعينات مروراً بالافلام الصامتة، وافلام ما بعد الحرب، وافلام ما بعد حركة 1952، وإنتاج القطاع العام).[13]
- «تاريخ تطور المسرح: عصر النهضة».[14]
- «محمد طلعت حرب رائد صناعة السينما المصرية»[15] و«جمعية أنصار التمثيل والسينما وتاريخ السينما المصرية» و«محمد توفيق».[16]

## وفاته
توفي في 6 أكتوبر عام 2001 عن عمر يناهز 89 سنة.

## وصلات خارجية
- السينما العربية: تاريخها ومستقبلها ودورها النهضوي (ملف)(*)
- إلهامي حسن على موقع السينما
- إلهامي حسن على موقع مصرس
- إلهامي حسن على موقع كاروهات
- قصة أول ممثل سينمائي مصري: الرقابة منعت أول أفلامه بسبب ظهور القرآن مقلوبًا
- بدايات جمعية أنصار التمثيل والسينما (3) صراع حول رئاسة الجمعية على موقع الهيئة العامة لقصور الثقافة